# بيرت ارتشر
بيرت ارتشر هو كاتب رحلات وصحفي وكاتب العمود كندي، ولد في 16 أبريل 1968 في مونتريال في كندا.